# SL Benfica de Macau

## Jucători Notabili
• Filomeno Junior 
• Chan Man 
• Carlos Leonel 

• Filipe Duarte 